# Aegopogon solisii
Aegopogon solisii är en gräsart som beskrevs av Geoffrey A. Levin. Aegopogon solisii ingår i släktet Aegopogon och familjen gräs.
Artens utbredningsområde är Revillagigedoöarna (Mexiko). Inga underarter finns listade i Catalogue of Life.